# Catherine Scott
Catherine Scott (Clarendon Park, 27 de agosto  de 1973) é uma ex-velocista jamaicana dos 400 m rasos, campeã mundial e medalhista olímpica no revezamento 4x400 m. 
Integrou a equipe jamaicana que conquistou a medalha de ouro mundial em Edmonton 2001 junto com Sandie Richards, Debbie Parris e Lorraine Fenton. Ainda no 4x400 m tem uma prata olímpica em Sydney 2000.